# Thelotrema armellense
Thelotrema armellense är en lavart som beskrevs av Patw., Sethy & Nagarkar 1986. Thelotrema armellense ingår i släktet Thelotrema och familjen Thelotremataceae.   Inga underarter finns listade i Catalogue of Life.